# Erbistock

Erbistock (en galés: Erbistog) es un pueblo al noreste de Gales, que forma parte de Wrexham County Borough. El pueblo se encuentra a orillas del río Dee.
La zona municipal, bajo la autoridad de Erbistock Community Council (en galés: Cyngor Cymuned Erbistog) incluye también los pequeños pueblos de Crabtree Green y Eyton. Tenía una población total de 409 según el censo del año 2001 y 383 según el censo del año 2011.